# 1936년 하계 올림픽 루마니아 선수단
루마니아는 1936년 8월 1일부터 16일까지 독일 베를린에서 열린 제11회 하계 올림픽에 참가했다.